# Basílica del Espíritu Santo (Buenos Aires)

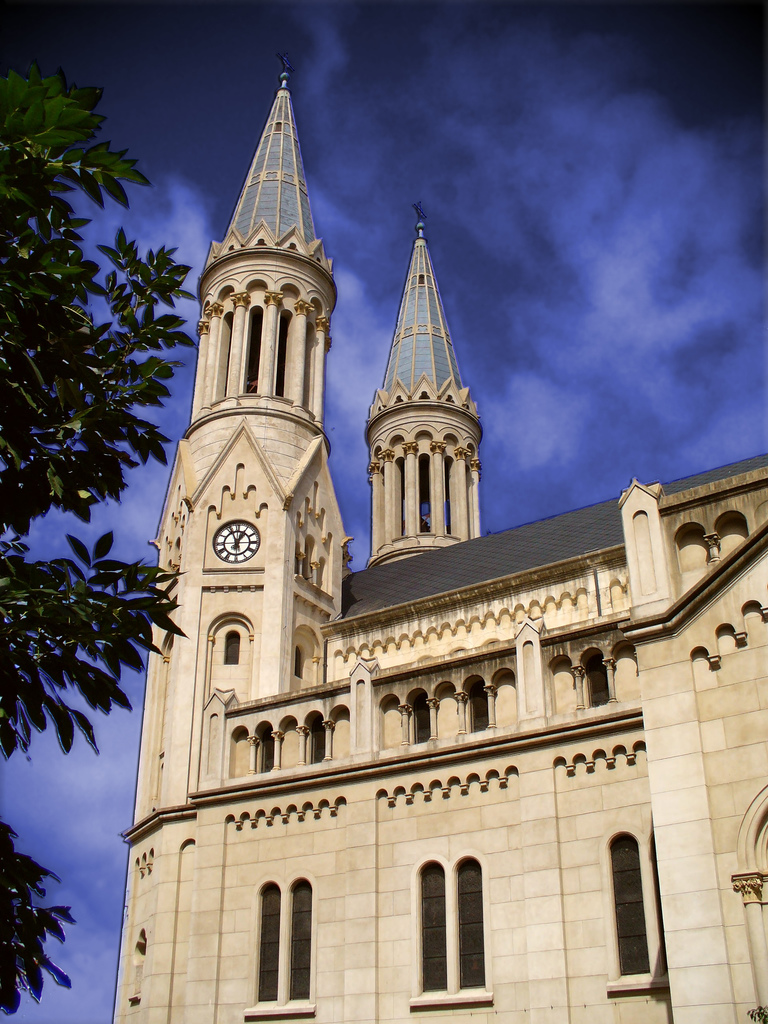
Vista lateral de la Basílica

La Basílica del Espíritu Santo, templo de la parroquia de Nuestra Señora de Guadalupe, es una iglesia católica de Argentina que se eleva en la zona norte de la Ciudad de Buenos Aires,  en el corazón del barrio de Palermo. Situada en terreno alto, enmarcada por el trazado irregular de las calles y presentada por la plaza Güemes, sus dos torres se alzan hasta una altura de 54 metros.
Todo el exterior del templo se caracteriza por la rigidez y armonía de sus líneas. El Calvario (cf. Juan, 19, 25-27) colocado sobre la entrada principal concentra la mirada hacia el misterio central de la fe cristiana: el Sacrificio Redentor del Hijo de Dios.

## Historia
En 1890 se inauguró una capilla dedicada a Nuestra Señora de Guadalupe, propiedad de la familia Figueroa. En 1894, cuando llegaron a Buenos Aires los primeros misioneros de la Congregación del Verbo Divino enviados a la ciudad, el Obispo les ofreció la capilla para que les sirviera de sede. En 1896 fue creada la viceparroquia de Guadalupe. Pero pronto esa capilla resultó pequeña para la creciente feligresía. Por ello la Congregación del Verbo Divino, que tenía a cargo la capilla, inició  en 1901 la construcción de un nuevo templo.  Por disposición del fundador de la Congregación, el nuevo templo estaría dedicado al  Espíritu Santo. La iglesia fue inaugurada en 1907. 
En el año 2000, el edificio fue totalmente restaurado.

## Vista lateral del templo
Mirando al templo desde sus costados, se puede observar en él la distribución de las naves y de los ventanales que forman un conjunto perfecto. Desde esta perspectiva se destacan el cimborrio (cúpula) y las torres que se elevan sobre el resto de la construcción. En ellas se distinguen las esferas del reloj, movido por una máquina de origen alemán que comprende un carillón de tres campanas propias. Más arriba, formados por elegantes columnas, aparecen los campanarios. Constan en total de cinco potentes campanas fundidas en la localidad alemana de Bochum.

## Arquitectura
El estilo románico de la Basílica del Espíritu Santo sabe evitar la relativa pesadez del estilo romano, que prefiere los muros pesados y gruesos con arcos chatos y sólidos. El templo, en cambio, logra líneas esbeltas y livianas, arcos altos y fáciles que siguen la tendencia de la Arquitectura gótica que busca alturas.
La arquitectura del templo responde a la forma de basílica romana, destacándose la cruz latina en la planta de su conjunto: nave central, dos naves laterales y crucero, encontrando su remate en tres ábsides. La Basílica tiene una longitud de 53 metros y un ancho de 20 metros (nave central) o 43 metros (considerando el crucero). La altura interior es de 18 metros y los pilares, alternándose uno de material y otro de granito belga, sorprenden por su esbeltez. Las altas bóvedas se yerguen cerradas por amplios arcos de medio punto y trazadas por bellos arcos cruceros. Todo el conjunto interior del templo atrae por la severidad armoniosa de sus líneas y detalles, destacándose la riqueza de los variados vitrales. Las galerías superiores de las naves, con sus repetidos arcos y columnas, aportan elasticidad y elegancia. Se ha dicho que la Basílica del Espíritu Santo es una verdadera teología puesta en piedra. En cada columna hay un símbolo, en cada arco una intención, en cada grupo una enseñanza profunda. El número sagrado "3" como contenido de la Santísima Trinidad, juega con el número "7", símbolo de las gracias sacramentales y de los dones del Espíritu Santo. 

### La entrada
Al ingresar al templo por la entrada principal, aparece en el nártex la invocación al titular de la Basílica: "VEN, OH ESPÍRITU SANTO". Flanquean la entrada sendas Pilas de agua bendita con las respectivas imágenes de los Arcángeles, custodios de la Iglesia: San Miguel, con sus atributos de escudo y espada, venciendo a Satanás (cf. Dan. 12, 1; Ap. 12, 7); y San Rafael, con sus símbolos: Alimento, báculo y maletín (cf. Tob. 5, 1-12. 22). Al lado de cada Pila se encuentran representados los escudos de la Ciudad de Buenos Aires y de la Congregación del Verbo Divino. En ambos -por sugestiva coincidencia- es el Espíritu Santo quien domina el campo desde lo alto. 

### El ábside central
La Basílica del Espíritu Santo posee ocho altares ( siete altares con retablo ) y se destaca el arreglo del ábside de la nave central, rico en enseñanzas y simbolismos.
Todo el conjunto está enmarcado por el arco de medio punto inscripto con la primera estrofa del Himno que la Iglesia canta a Dios: «VENI CREATOR SPIRITUS, MENTES TUORUM VISITA, IMPLE SUPERNA GRATIA QUAE TU CREASTI PECTORA» [Ven, Espíritu Santo Creador, a visitar nuestro corazón; colma con tu gracia viva y celestial nuestras almas, que Tú creaste por amor]. En la parte superior, en la cúspide de la bóveda, aparece en altorrelieve la figura blanca de una paloma, símbolo del Espíritu Santo. 
Rayos de luz emanan formando las siete gracias: Piedad, Fortaleza, Entendimiento, Sabiduría, Consejo, Ciencia y Santo Temor de Dios. La claridad envuelve el círculo en que se asoma el Espíritu Santo y surgen cabezas aladas de ángeles. 
Más allá de los ángeles decrece la claridad de la luz; nubes blancas cubren un fondo algo oscuro en que aparece el Mundo material y corpóreo. La mole misma sobre la que descansa la bóveda parece la Tierra sobre la cual desciende el Cielo.
Esta cúpula que corona el ábside, sostenida por esbeltas columnas, se interrumpe para dar paso a la luz de siete vitrales. En ellos se iluminan siete ángeles que presentan los principales textos bíblicos referidos a Dios Espíritu Santo. En la parte inferior, los medallones con la representación ideal de los siete sacramentos: Bautismo, Confirmación, Penitencia, Eucaristía, Unción de los Enfermos, Orden Sagrado y Matrimonio. 
Más abajo, en el nicho central está sentada la imagen de la Virgen María en el Cenáculo de Pentecostés. Los doce apóstoles ocupan la corona que cierra el semicírculo del ábside. 
Al pie de la representación, blancas y azuladas se empujan las aguas vivas de la Gracia, saliendo de las siete portadas con la inscripción de cada Sacramento. Todo este arreglo se halla estampado con pequeños mosaicos que dibujan las iniciales latinas de las Tres Personas de la Santísima Trinidad: Pater, Filius, Spiritus Sanctus.